# Kernkraftwerk Rüthi
Das nicht realisierte Kernkraftwerk Rüthi war ein geplantes schweizerisches Kernkraftwerk der Nordostschweizerischen Kraftwerke AG in Rüthi im Kanton St. Gallen in unmittelbarer Nähe zur Grenze zwischen Österreich und der Schweiz sowie zum Dreiländereck mit dem Fürstentum Liechtenstein. Im Jahr 1980 wurden die Pläne zur Errichtung des Kernkraftwerks wegen des starken Widerstands im Kanton St. Gallen, insbesondere aber auch im benachbarten österreichischen Bundesland Vorarlberg, fallen gelassen.
Bedeutung hatten die Proteste gegen das zunächst geplante Öl- und spätere Kernkraftwerk am Standort Rüthi insbesondere für das Aufkommen der Umweltschutz- und Anti-Atomkraft-Bewegung in St. Gallen und Vorarlberg.

## Geschichte
Zunächst war am Standort Rüthi von der St. Galler Kantonsregierung und den Nordostschweizerischen Kraftwerken (NOK) der Bau eines thermischen Kraftwerks geplant. Dieses sollte am Standort Rüthi errichtet werden, da dieser mehrere Vorteile bot: Zum einen kreuzten in Rüthi zwei Hochspannungsleitungen einander, was den Weitertransport der elektrischen Energie in die gesamte Ostschweiz ermöglicht hätte. Zum anderen wurde Anfang der 1960er-Jahre der Bau einer Ölpipeline durch das Schweizerische Rheintal realisiert (der Central European Line), die durch bestehende Bezugsrechte der Schweiz eine Versorgung des Kraftwerks mit Erdöl gewährleistet hätte. Die Kantonsregierung und der Kraftwerksbetreiber NOK entwickelten daraufhin Pläne zum Bau eines thermischen Ölkraftwerks, das zukünftig den steigenden Strombedarf der Ostschweiz abdecken sollte. Hierzu war der Bau von Generatorengruppen vorgesehen, von denen jede stündlich ca. 35 Tonnen Öl verbrannt hätte. Das gesamte Kraftwerk hätte damit ohne Rauchgaswäsche und ohne Entschwefelung täglich etwa 33 Tonnen Schwefeldioxid ausgestossen.

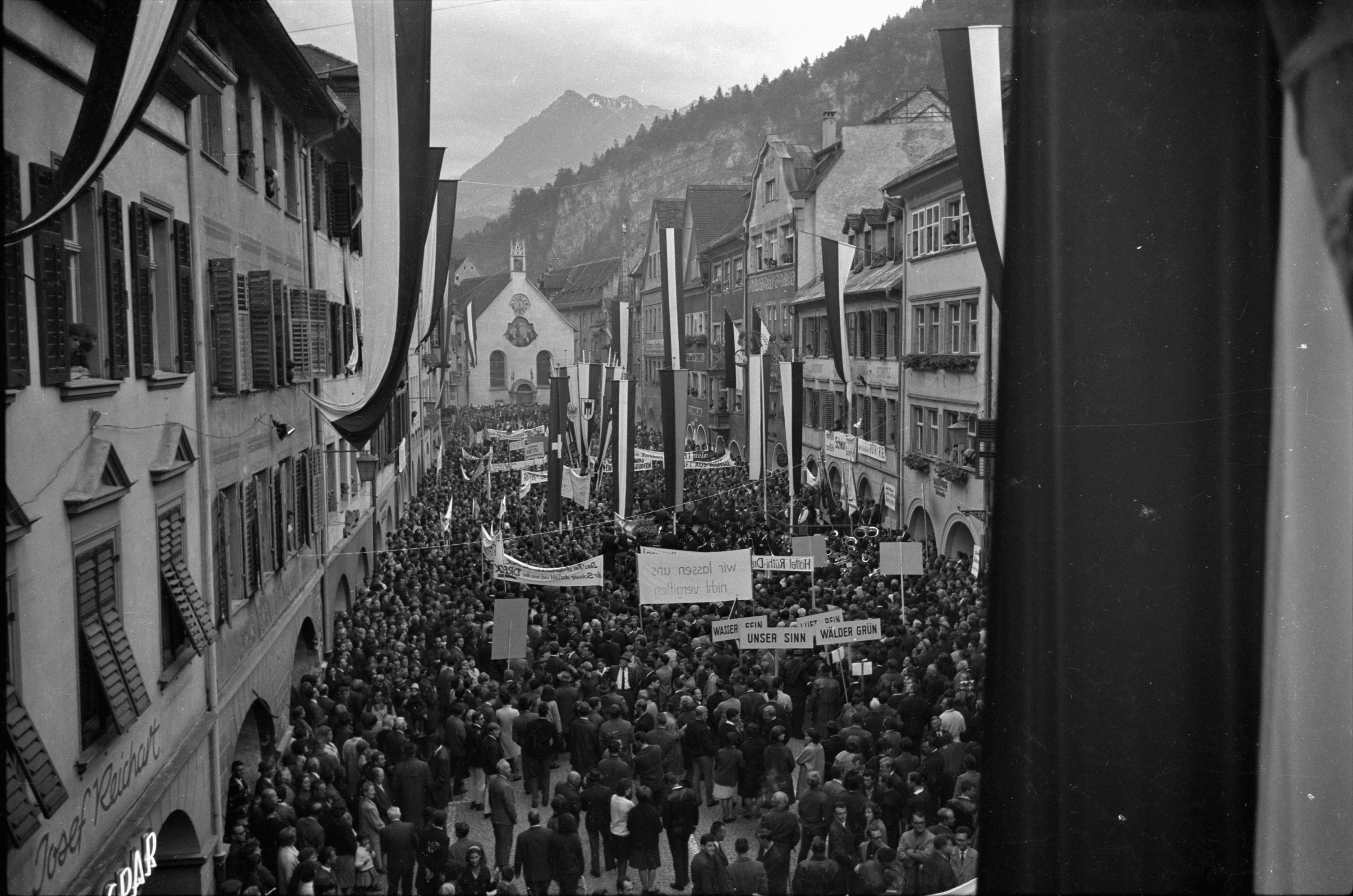
Demonstration «Rüthi nie!» in Feldkirch am 11. September 1965

Gegen diese Pläne regte sich schon alsbald Protest beiderseits der Grenze. Insbesondere im grenznahen Vorarlberg – der geplante Standort in Rüthi war nur wenige hundert Meter von der Staatsgrenze im Alpenrhein und damit von der Vorarlberger Nachbargemeinde Meiningen entfernt – formierte sich unter der Führung der auflagenstarken Tageszeitung Vorarlberger Nachrichten mit ihrem Chefredakteur Franz Ortner reger Widerstand in der Bevölkerung. Zu einer Grossdemonstration am 11. September 1965 in Feldkirch gegen das thermische Kraftwerk unter dem Titel «Rüthi nie!» erschienen nur ein Jahr nach der Fußach-Affäre erneut zwischen 10'000 und 25'000 Teilnehmer. Der damalige Vorarlberger Landeshauptmann Herbert Keßler konnte in der Folge erreichen, dass die St. Galler Kantonsregierung zusagte, ein internationales Gutachten abzuwarten, bis mit dem Bau des Kraftwerks begonnen werde. Spätestens ab 1966 wurden die Pläne jedoch wegen des unerwartet starken Widerstands nicht mehr weiterverfolgt.
Stattdessen kam Ende der 1960er-Jahre das Projekt des Baus eines Kernkraftwerks am selben Standort in die Diskussion. Im Jahr 1972 stellte das Betreiberunternehmen NOK seine Pläne für den Bau eines Kernkraftwerks in Rüthi erstmals der Öffentlichkeit vor. Das nunmehr geplante Kraftwerk sollte über eine Leistung von 800 bis 900 MW verfügen und einen 150 Meter hohen Kühlturm aufweisen. Geplant war, noch im selben Jahr eine Standort- und Betriebsbewilligung vom Bund zu erhalten und das Kraftwerk im Jahr 1978 in Betrieb nehmen zu können. Obwohl der damalige Bundespräsident Roger Bonvin das Projekt unterstützte, regte sich auch gegen dieses alsbald heftiger Widerstand. So wurde etwa im Jahr 1975 in Altstätten der Verein «Atomkraftwerk Rüthi Nein» mit 500 Mitgliedern ins Leben gerufen. In dessen Vereinsvorstand waren etwa auch die beiden bekannten Nationalratsabgeordneten Hans Schmid und Franz Jaeger vertreten. Auch in Vorarlberg kam es erneut zur Artikulierung heftigen Protests gegen das geplante Kernkraftwerk. So erklärte etwa die Vorarlberger Landesregierung im Jahr 1973, dass «im Hinblick auf den gewählten Standort des Kraftwerkes und angesichts der klimatischen und topographischen Gegebenheiten Vorarlberg den überwiegenden Teil der nachteiligen Auswirkungen und Gefahren zu tragen hätte».
Wegen dieses erneut sehr starken Widerstands dies- und jenseits der Staatsgrenze stellte die NOK die Vorarbeiten für das Kernkraftwerk Rüthi am 20. Februar 1980 endgültig ein. Eine Standort- und Betriebsbewilligung des Bundes war bis zu diesem Zeitpunkt nicht ergangen. Der Verein «Atomkraftwerk Rüthi Nein» existierte noch bis zum Jahr 1993 und machte auch noch auf sich aufmerksam, als befürchtet wurde, Rüthi könnte unter Umständen zum Ausweichstandort für das gescheiterte Kernkraftwerk Kaiseraugst werden.